# Relaciones Barbados-México
La república de Barbados y los Estados Unidos Mexicanos establecieron relaciones diplomáticas en 1972. Ambas naciones son miembros de la Asociación de Estados del Caribe, Comunidad de Estados Latinoamericanos y Caribeños, Naciones Unidas y la Organización de los Estados Americanos.

## Historia
Barbados y México establecieron relaciones diplomáticas el 11 de septiembre de 1972. Las relaciones entre ambas naciones han tenido lugar principalmente en foros multilaterales. En enero de 1984, México abrió un consulado honorario en Bridgetown. En mayo de 2002, el primer ministro de Barbados, Owen Arthur, realizó una visita a México para asistir a la cumbre Consenso de Monterrey celebrada en dicha ciudad. En junio de 2002, el secretario de Relaciones Exteriores de México Jorge Castañeda Gutman realizó una visita a Barbados para asistir a la 32.ª Asamblea General de la Organización de los Estados Americanos celebrada en Bridgetown.
En febrero de 2010, el primer ministro de Barbados, David Thompson, realizó una visita a Cancún para asistir a la cumbre México-Comunidad del Caribe (CARICOM). En mayo de 2012, el presidente mexicano Felipe Calderón realizó una visita a Barbados para asistir a la cumbre de la Comunidad del Caribe en Bridgetown.
En junio de 2014, el cónsul honorario de México en Barbados, Trevor Carmichael, recibió la más alta decoración de México para extranjeros, la Orden Mexicana del Águila Azteca, por el secretario de Relaciones Exteriores José Antonio Meade Kuribreña. El premio reconoció el papel sobresaliente de Trevor en su trabajo para promover los negocios, la cultura y el turismo entre Barbados y México, además de proporcionar un nivel sobresaliente de atención consular. En 2014, el secretario Meade visitó Barbados.
En 2022, ambas naciones celebraron 50 años de relaciones diplomáticas.

## Visitas de alto nivel
Visitas de alto nivel de Barbados a México
- Primer Ministro Owen Arthur (2002)
- Primer Ministro David Thompson (2010)
- Ministra de Relaciones Exteriores Maxine McClean
- Ministro de Relaciones Exteriores Jerome Walcott (2021)

Visitas de alto nivel de México a Barbados
- Secretario de Relaciones Exteriores Jorge Castañeda Gutman (2002)
- Presidente Felipe Calderón (2012)
- Secretario de Relaciones Exteriores José Antonio Meade Kuribreña (2014)

## Acuerdos bilaterales
Ambas naciones han firmado algunos acuerdos bilaterales como un Acuerdo sobre cooperación científica y técnica (1995) y un Acuerdo para evitar la doble imposición y prevenir la evasión fiscal en materia de impuesto sobre la renta (2008). Cada año, el gobierno mexicano ofrece becas para ciudadanos de Barbados para estudiar estudios de posgrado en instituciones mexicanas de educación superior.

## Comercio
En 2023, el comercio entre Barbados y México ascendió a $18.3 millones de dólares. Las principales exportaciones de Barbados a México incluyen: aparatos eléctricos para conmutar o proteger circuitos eléctricos, insecticidas, perfumería y alcohol. Las principales exportaciones de México a Barbados incluyen: electrodomésticos, teléfonos, incluidos los móviles; mineral de hierro y acero sin alear; tractores, tuberías y accesorios de tuberías; y aceites de petróleo.
La empresa mexicana multinacional Cemex opera en Barbados.

## Misiones diplomáticas
- Barbados está acreditado a México a través de su embajada en Washington D. C., Estados Unidos.
- México está acreditado a Barbados a través de su embajada en Puerto España, Trinidad y Tobago y mantiene un consulado honorario en Bridgetown.[14]